# Antal János (politikus)
Antal János (Budapest, 1906. május 6. – Pécs, 1981. június 18.) villanyszerelő, rendőr, szociáldemokrata országgyűlési képviselő (1947–1949).

## Élete
Hat elemi iskolai osztályt végzett, később villanyszerelő lett. Tizennyolc évesen csatlakozott a Magyarországi Szociáldemokrata Párthoz (SZDP), illetve annak XI. kerületi szervezetéhez, ahol többek között illegális sajtóterjesztői feladatokat vállalt. 1930 szeptemberében egy tüntetésen letartóztatták. A második világháború utolsó időszakában katonaként szolgált, majd 1944 vége felé megszökött a katonaságtól és egy ideig illegalitásban élt.
1945-től egy ideig a Xi. kerületi rendőrkapitányság beosztásában dolgozott rendőrként, majd a Goldberger Textilművekben lett az üzemi bizottság tagja, illetve a szociáldemokrata párt üzemi szervezetének titkára. Az 1947. augusztus 31-én tartott országgyűlési választáson parlamenti mandátumot szerzett, az SZDP nagy-budapesti listájáról.
Az SZDP 1948. márciusi, XXXVI. kongresszusán beválasztották a párt országos vezetőségébe, ugyanabban az évben a XI. kerületi nemzeti bizottságnak is tagja lett. Az SZDP és a Magyar Kommunista Párt (MKP) egyesülésekor ő volt a mandátumvizsgáló bizottság elnöke, majd az így létrejött Magyar Dolgozók Pártja (MDP) központi vezetősége, később pedig a nagy-budapesti politikai bizottsága tagjának választották.
1949-től a textiles szakszervezet első elnökhelyettese, majd a Szakszervezetek Országos Tanácsa (SZOT) vezetőségi tagja volt. 1980-ban nyugdíjba vonult.

## Magánélete
1947-ben házasságban élt és egy gyermeket nevelt.

## Kitüntetései
- Magyar Köztársasági Érdemrend kiskeresztje és tisztikeresztje (1948)
- Szocialista Hazáért Érdemrend (1967)
- Felszabadulási Jubileumi Emlékérem (1970)
- Munka Érdemrend arany fokozata (1974)
- Magyar Népköztársasági Érdemrend IV. és V. fokozata